# عبد الرازق حاجي حسين
عبد الرازق حاجي حسين (24 ديسمبر 1924 – 31 يناير 2014) هو دبلوماسي وسياسي صومالي ورئيس وزراء الصومال من 14 يونيو 1964 حتى 15 يوليو 1967.